# Arquidiocese de Las Vegas
A Arquidiocese de Las Vegas (Archidiœcesis Campensis) é uma circunscrição eclesiástica da Igreja Católica situada em Las Vegas, Estados Unidos. Seu atual arcebispo é George Leo Thomas. Sua Sé é a Catedral do Anjo Guardião.
Possui 30 paróquias servidas por 62 padres, abrangendo uma população de 1 981 000 habitantes, com 29,3% da dessa população jurisdicionada batizada (580 850 católicos).

## História
Em 13 de outubro de 1976, a Diocese de Reno, criada em 1931, assumiu o novo nome de Reno-Las Vegas, através do decreto consistorial da Sagrada Congregação para os Bispos Senensis.
A diocese de Las Vegas foi erigida em 21 de março de 1995 com a bula pontifícia Cum ob amplum do Papa João Paulo II, após a divisão da diocese de Reno-Las Vegas, que deu origem a duas dioceses separadas.
Originalmente uma diocese sufragânea da Arquidiocese de São Francisco, em 30 de maio de 2023 foi elevada pelo Papa Francisco à categoria de arquidiocese. Recebeu como sufragâneas as dioceses de Reno e Salt Lake City.

## Prelados
| #              | Nome                   | Período     | Notas                                     |
| Arcebispos     | Arcebispos             | Arcebispos  | Arcebispos                                |
| -------------- | ---------------------- | ----------- | ----------------------------------------- |
| 1º             | George Leo Thomas      | 2023 -      |                                           |
| Bispos         |                        |             |                                           |
| 3º             | George Leo Thomas      | 2018 - 2023 | Elevado à Arcebispo                       |
| 2º             | Joseph Anthony Pepe    | 2001 - 2018 | Bispo emérito                             |
| 1º             | Daniel Francis Walsh   | 1995 - 2000 | Nomeado Bispo de Santa Rosa na Califórnia |
| Bispo auxiliar |                        |             |                                           |
|                | Gregory William Gordon | 2021-       | Atual                                     |